# Ideoblothrus galapagensis
Espèce
Ideoblothrus galapagensis est une espèce de pseudoscorpions de la famille des Syarinidae.

## Distribution
Cette espèce est endémique des îles Galápagos en Équateur. Elle se rencontre sur Floreana.

## Description
Le mâle holotype mesure 2,63 mm.

## Étymologie
Son nom d'espèce, composé de galapag[os] et du suffixe latin -ensis, « qui vit dans, qui habite », lui a été donné en référence au lieu de sa découverte, les îles Galápagos.

## Publication originale
- Mahnert, 2014 : Pseudoscorpions (Arachnida: Pseudoscorpiones) from the Galapagos Islands (Ecuador). Revue Suisse de Zoologie, vol. 121, no 2, p. 135-210 (texte intégral).